# Los Altares
Los Altares är en ort i Mexiko.   Den ligger i kommunen Santiago Papasquiaro och delstaten Durango, i den centrala delen av landet, 900 km nordväst om huvudstaden Mexico City. Los Altares ligger 2 485 meter över havet och antalet invånare är 155.
Terrängen runt Los Altares är huvudsakligen lite kuperad. Los Altares ligger nere i en dal. Runt Los Altares är det mycket glesbefolkat, med 6 invånare per kvadratkilometer. Närmaste större samhälle är Nuevo San Diego, 9,3 km sydväst om Los Altares. I omgivningarna runt Los Altares växer huvudsakligen savannskog.